# ولادیمیر کووین
ولادیمیر کووین (انگلیسی: Vladimir Kovin؛ زادهٔ ۲۰ ژوئن ۱۹۵۴) بازیکن هاکی روی یخ اهل اتحاد جماهیر شوروی سوسیالیستی بود.